# 新日本出版社
株式会社新日本出版社（しんにほんしゅっぱんしゃ）は、日本の総合出版社。社会・政治から絵本・児童書まで、幅広い分野を扱っている。月刊『経済』の発行元。「平和の棚の会」に加盟。
かつて在籍していた有田芳生によれば「日本共産党系出版社」である。

## 概要
志位和夫・不破哲三・宮本顕治など歴代日本共産党中央委員会幹部会委員長の執筆書や、日本共産党の機関誌であるしんぶん赤旗が編集した書籍を多く発行
しており、また日本共産党の綱領の解説書なども発行している。

## 沿革
- 1957年 - 設立、千代田区神田三崎町から同区飯田町へ移転
- 1962年 - 季刊雑誌『経済』創刊
- 1963年 - 千代田区富士見町へ移転
- 1965年 - 季刊『経済』を月刊化
- 1971年 - 日本書籍出版協会に加入
- 1972年 - 日本児童図書出版協会に加入
- 1975年 - 文京区大塚へ移転
- 1976年 - 総合雑誌として再出発した『文化評論』の発行元となる
- 1979年 - 渋谷区千駄ヶ谷へ移転
- 1984年 - 渋谷区本町へ移転
- 1987年 - 現住所へ移転
- 1993年 - 『文化評論』を1993年3月号で休刊

## 出版書籍
社会科学の出版が主力を占めつつも、自然科学・教育書なども出版している。文学書は、小林多喜二・宮本百合子の個人全集、『日本プロレタリア文学集』など、プロレタリア文学、民主主義文学の作品が多い。1960年代には世界革命文学選、中国革命文学選というシリーズも出していた。
児童書では、反戦の立場からの戦争や平和をテーマにしたものも多い（原子爆弾を扱った『まっ黒なおべんとう』、八王子市空襲での機銃掃射を扱った『ランドセルをしょったじぞうさん』、アメリカ合衆国による水爆実験を扱った『トビウオのぼうやはびょうきです』など）。児童書の中には、毎年の全国読書感想文コンクールの課題図書に選定されるものもある。また観光ガイドブック的なものとして『秩父事件』がある。
1970年代には新日本選書・新日本新書・新日本文庫などのシリーズものも出していたが、1980年代に選書は撤退、1990年代に文庫が撤退、2002年を最後に新書の新刊は刊行されていない。
2000年代からは『ちい散歩』（テレビ朝日）を皮切りに放送番組分野にも進出。民放・NHKの番組関連書籍を多数手がける。
また、『ドボン&ウズ・メメス』の人気をきっかけとしてしんぶん赤旗掲載漫画も取り扱うようになった。日本最長寿4コマ漫画『まんまる団地』の選集も2014年、かねてから単行本を出してきた一声社に代わり刊行している。
マルクス著・エンゲルス編『資本論』を新日本新書版（全13冊、1982年～）、上製版（全５冊＋索引、1997年）を刊行してきたが、エンゲルスの編集には誤りがあるとして、マルクス著・不破哲三編集『新版・資本論』を2019年から刊行している。

## 主な出版物
- 全集・選集・シリーズ 
  - 小林多喜二全集（2度にわたって刊行）
  - 宮本百合子全集 （2度にわたって刊行）
  - 日本プロレタリア文学評論集
  - 日本プロレタリア文学集
  - 宮本顕治著作集
  - 野呂栄太郎全集
  - 上田耕一郎著作集
  - 小林多喜二名作ライブラリー
  - 宮本百合子名作ライブラリー
  - 宮本百合子の女性シリーズ
  - 復刻版赤旗
  - シリーズ労働運動
  - 自然と人間シリーズ
  - 「黙ってはいられない」シリーズ
  - 世界革命文学選

### 番組本
- テレビ朝日『散歩シリーズ』
『ちい散歩 地井さんの絵手紙』シリーズ（地井武男監修）
『ちい散歩メモリアルフォトブック 想創奏』（2013年）
『若大将のゆうゆう散歩 心に残る一枚の風景』（加山雄三著）
- NHK木曜時代劇「あさきゆめみし 〜八百屋お七異聞」
ジェームス三木著の小説版を上下巻刊行。
- NHK『キッチンが走る!』
『キッチンが走る!　和食・チャイニーズ篇』
『キッチンが走る!　フランス・イタリア料理篇』
- NHKスペシャル
『NHKスペシャル　MEGAQUAKE III 巨大地震 地下に潜む次の脅威』
『アニメ版　釜石の“奇跡”』（児童書）
『深海の超巨大イカ』（写真絵本）
『伝説のイカ　宿命の闘い』（写真絵本）
『NHKスペシャル　謎の海底サメ王国』（写真絵本）
『クジラ対シャチ　大海原の決闘』（絵本）
- NHKラジオ深夜便
『NHK「ラジオ深夜便」被爆を語り継ぐ』
『NHK「ラジオ深夜便」笑顔の老いを支え合う』

### 漫画
- 『ドボン&ウズ・メメス』全3巻
- 『とっておきまんまる団地』

### 絵本
- 『まっ黒なおべんとう』児玉辰春作、長澤靖絵

## 関連人物
- 有田芳生 - 1977年に新日本出版社へ入社し、編集者を務めた。1980年に上田日本共産党副委員長と小田実の対談掲載に関わった際、掲載後に小田実が日本共産党を批判した余波で、日本共産党から査問と自己批判書提出を強制され、1984年に新日本出版社を追放された[2]。